# Alexandre-Claude Bellier du Chesnay
Alexandre Claude Bellier du Chesnay, né le 5 mai 1739 à Chartres et mort le 24 octobre 1810 au même lieu, est un éditeur et homme politique français.

## Biographie
Issu d'une famille bourgeoise, Alexandre-Claude Bellier Du Chesnay est le fils unique de Claude Bellier, sieur du Chesnay et de la Charmoise (une terre sise paroisse Saint-Jacques à Illiers), avocat au parlement et au bailliage et siège présidial de Chartres, et de Marie Henriette Fallou de la Charmoise, il naît à Chartres le 5 mai 1739 et est baptisé le même jour dans l'église Sainte-Foy.
Alexandre-Claude Bellier du Chesnay est écuyer gentilhomme servant de la Reine, lieutenant des maréchaux de France, secrétaire greffier du point d'honneur aux bailliage et siège présidial de Chartres et censeur royal.
Il est maire de Chartres de 1780 à 1784.
Lors de la Révolution, il prend une grande part à la fondation et aux travaux de la Société des amis de la Constitution établie à Chartres. Il en est le président, quand cette société décide en février 1791 l'organisation d'une « caisse patriotique », dont les fonds, fournis en argent par chacun des actionnaires, sont destinés à réaliser des mandats distribués par les officiers municipaux aux ouvriers des ateliers de charité. 
Le 26 août 1791, le département d'Eure-et-Loir confie à Bellier du Chesnay, le mandat de député à l'Assemblée législative, où il fait partie de la majorité. 
A la suppression des ordres religieux lors de la Révolution, dont les livres avaient été empilés dans le cœur et les bas côtés de la cathédrale, il se charge, avec l'abbé Claude-Adrien Jumentier, Dattin de Lancey et Bouvet-Jourdan, de mettre de l'ordre dans ce chaos, fondant ainsi la Bibliothèque municipale de Chartres.
Lors de l'inauguration de l'École Centrale de Chartres en 1795, il tient en sa qualité de membre du jury d'instruction un long discours aux professeurs dans lequel il les exalte à inculquer à leurs élèves "le goût des vertus, l'amour sacré de la patrie, et un respect inaltérable pour la loi."
Il s'occupe de littérature et se fit un certain nom comme éditeur en même temps que comme homme politique.
Comme homme de lettres, on lui doit deux importantes publications : la Collection de la Bibliothèque des Dames, et les soixante-six premiers volumes de la Collection des Mémoires relatifs à l'Histoire de France.
Domicilié à Chartres, il meurt en son domicile, rue des Lisses, le 24 octobre 1810.
Son nécrologue dresse son portrait : « à des connaissances très variées, à une érudition très profonde, M. Duchesnay joignait un caractère facile, un esprit conciliant, une douce amabilité ; et son extrême modestie l'a toujours empêché d'attacher son nom aux divers ouvrages sortis de sa plume ».

### Famille
Il se marie en 1760 avec Marie Anne Louise Marceau de la Fosse, cousine du Général Marceau, dont est issue une fille : Marie Henriette Alexandrine Bellier du Chesnay, baptisée à Chartres, paroisse Sainte-Foy le 14 mai 1764, décédée à Chartres le 31 octobre 1816, épouse de Louis d'Ussieux.

## Sources
- A.Robert et G.Cougny, Biographie extraite du dictionnaire des parlementaires français de 1789 à 1889, Bourloton, Paris.
- Ressource relative à la vie publique :   - Base Sycomore